# یواس‌اس الیگیتور (۱۸۲۰)
یواس‌اس الیگیتور (۱۸۲۰) (به انگلیسی: USS Alligator (1820)) یک کشتی بود که طول آن ۸۶ فوت (۲۶ متر) بود. این کشتی در سال ۱۸۲۰ ساخته شد.